# Hviezdoslavov
Hviezdoslavov és un poble i municipi d'Eslovàquia que es troba a la regió de Trnava, a l'oest del país.

## Història
La vila fou fundada el 1936.

## Demografia
| Godina             | 1994 | 2004    | 2014     | 2024     |
| ------------------ | ---- | ------- | -------- | -------- |
| Nombre de persones | 270  | 359     | 974      | 3772     |
| Diferència         |      | +32,96% | +171,30% | +287,26% |

| Godina             | 2023 | 2024   |
| ------------------ | ---- | ------ |
| Nombre de persones | 3446 | 3772   |
| Diferència         |      | +9,46% |